# Dumalag
Dumalag (Bayan ng Dumalag) är en kommun i Filippinerna. Kommunen ligger på ön Panay, och tillhör provinsen Capiz. Folkmängden uppgår till 25 920 invånare.

## Barangayer
Dumalag är indelat i 19 barangayer.
| - Concepcion - Consolacion - Dolores - Duran - San Agustin - San Jose - San Martin - San Miguel - San Rafael - San Roque | - Santa Carmen - Santa Cruz - Santa Monica - Santa Rita - Santa Teresa - Santo Angel - Santo Niño - Santo Rosario - Poblacion |